# قانون إنجل

وفقًا لقانون إنجل، تتناقص حصة الدخل التي يتم إنفاقها على الطعام، حتى مع ارتفاع إجمالي الإنفاق على الغذاء.

قانون إنجل (بالإنجليزية: Engel's law) هي ملاحظة في علم الاقتصاد تنص على أنه مع ارتفاع الدخل تنخفض نسبة الدخل التي يتم إنفاقها على الغذاء، حتى لو ارتفع الإنفاق المطلق على الغذاء. وبعبارة أخرى فإن مرونة الدخل للطلب على الغذاء تتراوح بين 0 1.
سُمي القانون على اسم الإحصائي إرنست إنجل (1821-1896).
لا يعني قانون إنجل أن الإنفاق على الغذاء يظل دون تغيير مع زيادة الدخل، بدلاً من ذلك فهو يقترح أن يزيد المستهلكون إنفاقهم على المنتجات الغذائية من حيث النسبة المئوية أقل من الزيادة في الدخل.
أحد تطبيقات الإحصاء هو التعامل معها على أنها انعكاس لمستوى المعيشة في بلد ما. وبما أن هذه النسبة أو «معامل إنجل» تتزايد، فإن البلاد بطبيعتها أفقر. على العكس من ذلك يشير معامل إنجل المنخفض إلى مستوى معيشة أعلى.
يعتبر التفاعل بين قانون إنجل والتقدم التكنولوجي وعملية التغيير الهيكلي أمرًا حاسمًا لشرح النمو الاقتصادي طويل المدى كما اقترح باولو ليون، وباسينيتي.